# الخضر، عراق
الخضر (به عربی: الخضر) یک منطقهٔ مسکونی در عراق است که در استان مثنی واقع شده‌است.
 الخضر  ۴۲,۸۰۰ نفر جمعیت دارد.